# Gregorio di Sanok

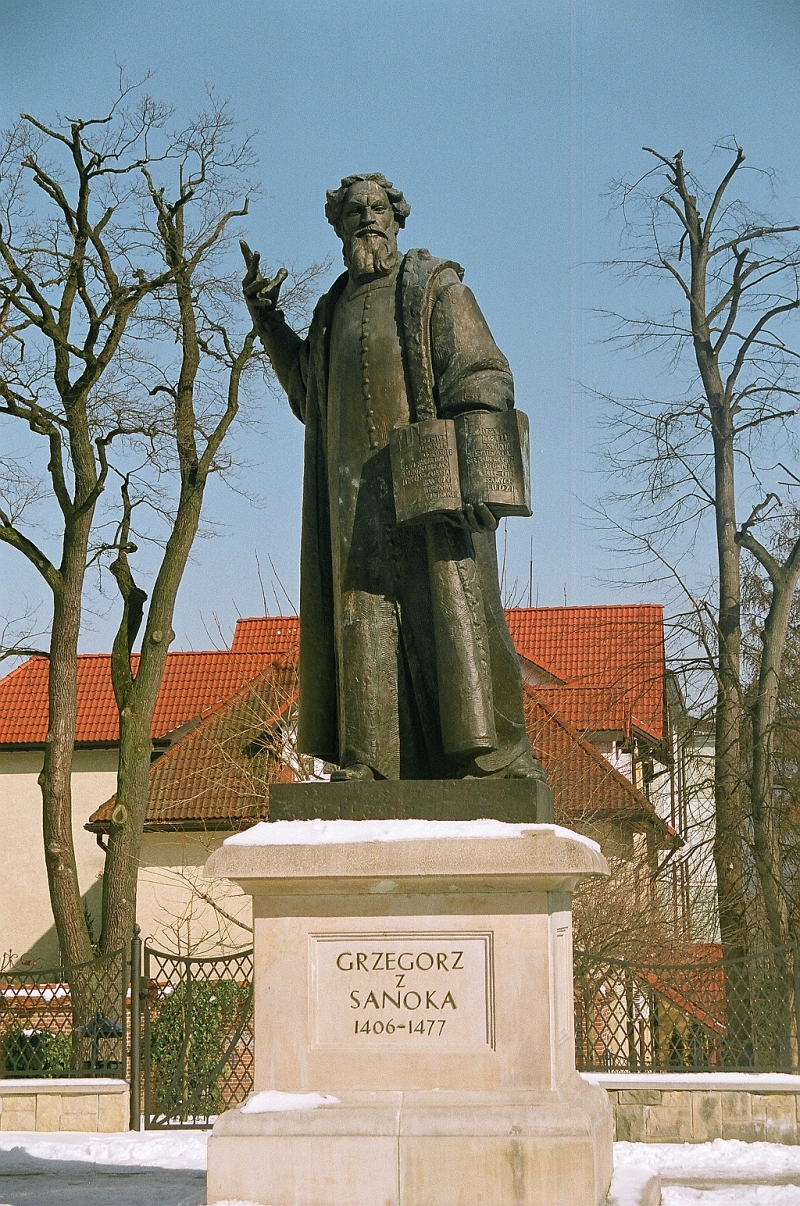
Monumento a Gregorio di Sanok nella sua città natale

Gregorio di Sanok, in polacco Grzegorz z Sanoka (Sanok, 1403 o 1407 – Rohatyn, 29 gennaio 1477), è stato un arcivescovo cattolico polacco, nonché professore presso l'Accademia di Cracovia, studioso, filosofo e importante figura dell'umanesimo polacco.

## Biografia
Lasciò la casa all'età di dodici anni e per i successivi dieci anni viaggiò in tutta Europa, compresa la Germania, dove imparò la lingua.
Dopo i suoi lunghi studi all'estero, nel 1421 tornò e inizialmente studiò all'Accademia di Cracovia (quella che poi divenne Università Jagellonica), servendo come maestro di coro. Si laureò nel 1433, fu nominato tutore dei figli di Jan Tarnowski e viaggiò con la famiglia Tarnowski in Italia. Conobbe papa Eugenio IV e studiò a Firenze. Tornato in Polonia nel 1439, divenne professore di poesia greca e romana e letteratura italiana all'Accademia di Cracovia. Divenne arcivescovo di Leopoli nel 1451 e fu pioniere dell'umanesimo polacco. Radunò studiosi e poeti nella sua residenza di Dunajów.